# Bundesstraße 247
De Bundesstraße 247 (ook wel B247) is een bundesstraße in Duitse deelstaten Nedersaksen en Thüringen.
De weg Begint in Katlenburg-Lindau en loopt via Gotha en Bad Langensalza naar Ohrdruf.
De B247 is ongeveer 180 km lang.
Nedersaken
De B247 begint in het zuiden van Nedersaksen bij Katlenburg-Lindau op een kruising met de B241. De weg loopt via Gieboldehausen waar de weg samenloopt met de B27, Duderstadt en de deelgemeente Gerblingerode. Ongeveer tien kilometer zuidelijker ligt de deelstaatgrens met Thüringen.
Thuringen
De B247 komt door Teistungen, Leinefelde-Worbis en kruist bij afrit Leinefelde-Worbis de A38. De B247 loopt verder door Dingelstädt, Mühlhausen, Bad Langensalza waar een korte samenloop is met de B84 en Gotha waar de B7 aansluit. Dan kruist de B247 bij afrit Gotha de A4 en eindigt in Ohrdruf op de B88.
B1 · B3 · B3n · B4 · B5 · B6 · B6n · B27 · B51 · B61 · B64 · B65 · B68 · B69 · B70 · B71 · B72 · B73 · B74 · B74n · B75 · B79 · B80 · B82 · B83 · B188 · B190n · B191 · B195 · B207 · B209 · B210 · B211 · B212 · B213 · B214 · B215 · B216 · B217 · B218 · B238 · B239 · B240 · B241 · B242 · B243 · B243a · B244 · B245a · B247 · B248 · B322 · B401 · B402 · B403 · B404 · B408 · B431 · B433 · B434 · B435 · B436 · B437 · B438 · B439 · B440 · B441 · B442 · B443 · B444 · B445 · B446 · B447 · B461 · B475 · B482 · B490 · B493 · B494 · B495 · B496 · B497 · B524 · B530
B1 · B2 · B4 · B6 · B6n · B7 · B19 · B27 · B62 · B71 · B71n · B79 · B80 · B81 · B84 · B85 · B86 · B87 · B88 · B89 · B90 · B91 · B92 · B93 · B94 · B95 · B96 · B97 · B98 · B99 · B100 · B101 · B107 · B115 · B156 · B169 · B170 · B171 · B172 · B172a · B172b · B173 · B174 · B175 · B176 · B178 · B180 · B181 · B182 · B183 · B183a · B184 · B185 · B186 · B187 · B187a · B188 · B189 · B190 · B190n · B242 · B243 · B244 · B245 · B245a · B246 · B246a · B247 · B248 · B248a · B249 · B250 · B278 · B280 · B281 · B282 · B283 · B285